# أحادي المسكن

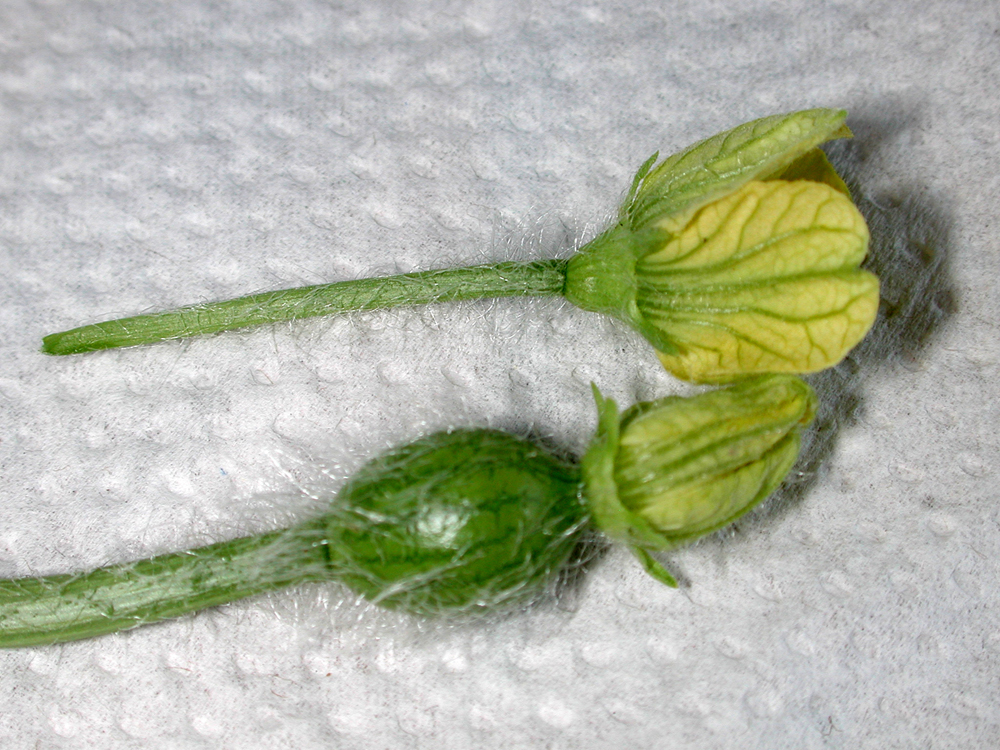

النبات أحادي المسكن (بالإنجليزية: Monoecious)‏ هو نبات له أزهار ذكرية وأنثوية منفصلة ولكن على نفس النبات. يكون هذا النبات عادة خلطي التلقيح. من أمثلته:
- الذرة
- الكوسا